# Il quinto elemento
Il quinto elemento (Le Cinquième Élément) è un film del 1997 diretto da Luc Besson. 
Di produzione francese (benché girato in lingua inglese), fu la pellicola più costosa mai prodotta in Europa all'epoca della sua uscita. Il film, che ha per protagonisti Bruce Willis, Milla Jovovich e Gary Oldman, venne presentato fuori concorso al 50º Festival di Cannes.

## Trama
1914: alla vigilia della prima guerra mondiale un archeologo e il suo assistente scoprono in uno scavo in Egitto testimonianze della visita di extraterrestri nel lontano passato della Terra. Mentre stanno decifrando i geroglifici che descrivono un "Male Supremo", destinato a risvegliarsi ogni 5000 anni, e l'"Essere Perfetto", designato a contrastarlo con il potere dei quattro elementi, gli alieni biomeccanici Mondoshawan ritornano sulla Terra per prelevare le quattro pietre che controllano gli elementi della profezia e il sarcofago che contiene il quinto, con l'intenzione di portarli al sicuro prima dello scoppio della guerra. Prima di ripartire, essi assicurano al capo dell'ordine segreto, che ha protetto fin dal remoto passato il loro segreto, che gli artefatti verranno riportati sulla Terra in tempo per affrontare il Male, trecento anni dopo.
2263: Il "Male Supremo" appare nello spazio sotto forma di una titanica sfera infuocata e si dirige verso la Terra, distruggendo al suo passaggio un'astronave da battaglia della Federazione terrestre. A New York l'attuale capo dell'ordine monastico custode delle pietre elementali, padre Vito Cornelius, espone senza successo al Presidente Lindberg tutto il retroscena del "Male Supremo" e sull'arma in grado di fermarlo. Mentre i Mondoshawan tornano sulla Terra per mantenere la promessa fatta oltre tre secoli prima, vengono attaccati da alcuni mercenari Mangalores, assunti dal malvagio genio dell'industria militare Jean-Baptiste Emanuel Zorg, che è intenzionato a trarre profitto dalla rovina che il "Male Supremo" si lascerà dietro. La nave dei Mondoshawan precipita su Marte e dal disastro viene recuperato solo un brandello di tessuto organico di un essere indefinito. Portato d'urgenza in un laboratorio sulla Terra, viene ricostruito attraverso una sorta di clonazione accelerata: il suo aspetto risulta quello di una giovane donna umanoide, Leeloo, che, appena sveglia, sembra confusa e grazie alla sua incredibile forza riesce a scappare gettandosi dal palazzo.
Nel frattempo Korben Dallas, un tassista, ex marine e divorziato con una vita piuttosto grigia, si ritrova suo malgrado in una situazione al limite dell'incredibile quando Leeloo cade dentro il suo taxi volante. La donna, che parla una lingua arcana e incomprensibile, è inseguita dalla polizia e ottiene l'aiuto di Korben per fuggire. Dopo una rocambolesca fuga sfrecciando fra i titanici grattacieli surreali di una New York del futuro, Korben conduce Leeloo da Cornelius e questi riconosce con sgomento, tramite un tatuaggio posto sul polso della ragazza, che Leeloo è l'incarnazione del Quinto Elemento, ossia l'essere supremo che i Mondoshawan volevano portare sulla Terra per completare l'arma contro il "Male Supremo". Cornelius scopre anche che le pietre elementali sono state affidate alla cantante lirica aliena Diva Plavalaguna. Siccome i Mangalores hanno fallito nel distruggere il Quinto Elemento, Zorg progetta la loro eliminazione con l'inganno per poi mettersi personalmente sulle tracce di Leeloo. Dopo avere appreso che Diva possiede le pietre, il Generale Munro riassume Korben e gli affida la missione di intrufolarsi nell'astronave da crociera Fhloston Paradise dove Diva si esibirà, e recuperare le pietre.
La copertura fornita a Korben è che egli abbia vinto una crociera con il concorso a premi di un programma radiofonico; ciò attira Zorg, che si reca a sua volta sull'astronave Fhloston. Korben porta Leeloo con sé nel vascello spaziale, mentre Cornelius riesce a imbarcarsi come clandestino. Inaspettatamente, i passeggeri della lussuosa astronave vengono presi in ostaggio da dei vendicativi Mangalores sopravvissuti all'attentato di Zorg, che vengono però sconfitti da Korben, che recupera le pietre dal corpo di Diva, rimasta uccisa nello scontro a fuoco. Zorg, alla ricerca delle pietre, trova Leeloo e le ordina di consegnargli la valigia con le pietre; Leeloo esegue l'ordine ma Zorg tenta lo stesso di ucciderla, ma lei si nasconde nei condotti di ventilazione. Zorg decide di andarsene con la sua nave privata, lasciando una bomba a orologeria sulla nave che provoca l'evacuazione dei passeggeri. Zorg, scoperto che nella valigia non ci sono le pietre, torna sulla nave per cercarle disattivando la bomba, ma un moribondo Mangalore attiva il proprio ordigno. Korben, Leeloo, Cornelius e l'isterico DJ Ruby Rhod fuggono a bordo della navetta di Zorg mentre questi muore nell'esplosione.
Il gruppo atterra in Egitto per riposizionare le pietre e completare l'arma contro il "Male Supremo", ma queste non si attivano, finché David l'apprendista di Cornelius non soffia su quella del Vento facendola illuminare, successivamente spargono sabbia su quella Terra, sudore su quella dell'Acqua e con un fiammifero accendono quella del Fuoco, ma Leeloo, disgustata dall'umanità dopo avere assistito a un video sulle guerre mondiali, si rifiuta di rilasciare il proprio elemento. Korben cerca di spiegare a Leeloo che, nonostante tutto, ci sono cose meravigliose al mondo per cui vale la pena lottare e per vivere: come l'amore. Leeloo, in preda a una profonda tristezza, sostiene di essere stata creata per proteggere e che oltre a questo non serve ad altro, sentendosi inutile. Korben confessa infine a Leeloo di essere innamorato di lei e che non vuole perderla, facendo così attivare il potere delle pietre, emettendo luce divina sul "Male Supremo" e sconfiggendolo.

## Personaggi
- Korben Dallas: un ex maggiore delle Forze Speciali pluridecorato e attuale tassista nella futuristica città di New York. Dopo aver abbandonato l'esercito, cade nella malinconia e in una vita abbastanza vuota e monotona. È considerato una vera leggenda tra i militari, essendo riuscito a portare a termine più di un centinaio di missioni. Un tempo sposato, sua moglie lo lasciò, scappando con il suo avvocato. Si ritrova coinvolto nella missione di salvare il mondo quando Leeloo, il "Quinto Elemento", cade letteralmente nel suo taxi. È un uomo coraggioso, dotato di grande abilità nel combattimento e nella risoluzione di situazioni critiche. Nel romanzo viene rivelato che fu l'oppressione delle missioni militari a causare gravi danni al matrimonio di Korben. Sua moglie, stufa di tale situazione, lo lasciò scappando con il suo avvocato. Sei mesi prima dell'inizio della storia, Korben diede le dimissioni dall'esercito poiché fu l'unico superstite della sua squadra. Non tollerando più le morti di tutti i suoi amici e commilitoni, decise di dimettersi. La comparsa di Leeloo sconvolge completamente la sua vita, facendolo innamorare di lei a prima vista.

- Leeloo (nome completo nel romanzo: Leeloo Minai Lekarariba-Laminai-Tchai Ekbat De Sebat): Leeloo è il "Quinto Elemento", una giovane e bellissima donna clonata da antichi resti umani, capace di combinare i quattro elementi naturali per salvare il mondo. È l'essere supremo che deve proteggere la vita dell'universo, difendendola dal male supremo. Tecnicamente Leloo ha più di cinquemila anni, poiché esisteva già dai tempi dell'egitto raffigurata in vari geroglifici e venerata da antichi popoli di tutto il mondo. Inizialmente è rinchiusa in un sarcofago di una piramide, per poi essere portata via dagli alieni nel 1914 per evitare che la prima guerra mondiale potesse distruggerla. Anche le sue origini restano totalmente sconosciute: quando i suoi resti vengono prelevati dall'astronave del Mondoshawan, gli scienziati provano a scannerizzarli, ma i computer più sofisticati impazziscono. Mactilburgh avendo studiato il suo DNA, conferma che è simile a quello umano, ma estremamente più complesso, come se Leloo fosse stata progettata per essere perfetta: negli esseri umani ci sono quaranta copie di memogruppi nel DNA, in quello di Leloo ce ne sono duecentomila. Ha una forza straordinaria, è agile e intelligente, ma inizialmente ha difficoltà a comunicare. Corneluis rivela che la lingua che parla Leloo all'inizio è il linguaggio divino, parlato da prima della creazione. Nel romanzo Leloo dimostrerà di avere incredibili doti di apprendimento, riuscendo ad imparare tutte le novecento lingue del mondo in meno di cinque minuti. Rimane incuriosita dalla natura umana e col passare del tempo proverà qualcosa per Korben che alla fine si rivelerà l'amore, cosa che mai prima aveva provato.

- Jean-Baptiste Emanuel Zorg: è un industriale senza scrupoli e il principale antagonista del film. Gestisce una vasta corporazione tecnologica ed è coinvolto in attività criminali. Sviluppa principalmente armi da guerra sempre più potenti e sofisticate. Zorg è un uomo astuto, spietato e ambizioso, disposto a tutto per ottenere potere e ricchezza. Collabora con il Male Supremo (Mr. Shadow) nella speranza di trarre vantaggio dalla distruzione imminente della Terra. Nel libro viene approfondito di avere stretto un patto col Male Supremo e come d'accordi, egli deve trovare e consegnare a esso le quattro pietre degli elementi. A differenza del film, nel libro, Zorg sopravvive all'esplosione della nave Fhloston, attivando un campo di forza con la sua arma, riuscendo a sopravvivere nello spazio e ad atterare sul pianeta Fhloston Paradise. Cerca di chiamare la sua assistente, ma il cellulare finisce la batteria lasciando ingnota la sua sorte.

- Padre Vito Cornelius: è un sacerdote dell'ordine dei Mondoshawan, dell'anno 2263, dedicato a proteggere il Quinto Elemento e a impedire la distruzione della Terra. Successore spirituale di Padre Victor del 1914 e ha infatti ereditato la sua chiave per accedere al tempio. È saggio, devoto e profondamente religioso, con una conoscenza approfondita dei segreti legati ai cinque elementi. Conosce perfettamente la lingua antica di Leloo potendo comunicare con lei.

- Novizio David: assistente e apprendista di Padre Vito Cornelius. È giovane e devoto, assistendo Cornelius nelle sue missioni religiose e nelle sue ricerche riguardanti il Quinto Elemento.

- Mactilburgh: capo scienziato agli ordini del generale e del presidente. Responsabile della clonazione di Leeloo dal DNA recuperato dai resti dell'astronave del Mondoshawan. Dedito e scrupoloso al suo lavoro scientifico. È lui ad avere analizzato per primo, i resti di Leloo è rimane estasiato nello scoprire la loro enorme complessità. Comprende subito che quando Leloo viene completamente rigenerata è un essere perfetto dotato di enormi poteri.

- Professor Pacoli: archeologo italiano che scoprì il tempio egizio che contiene i quattro elementi e Leloo. Resta affascianto dai geroglifici scoperti, rivelando una parte di storia della terra rimasta sconosciuta a tutti.

- Padre Victor: precedente custode del segreto del Quinto Elemento nel 1914. Ha contatti col Mondoshawan e insieme alla sua congrega ha mantenuto il segreto al mondo fino a quando non sarebbe giunto il tempo per sconfiggere il Male Supremo. Riceve dal capo degli alieni la chiave per il tempio e su suo ordine di tramandarla ai suoi successori quando sarebbe giunto il tempo. Padre Victor ha mantenuto la parola, tramandando la chiave che viene infine ereditata da Padre Cornelius.

- Mr. Shadow (Il Male Supremo): un'entità malvagia che si manifesta ogni cinquemila anni. Si materializza nel cosmo come qualcosa di simile a una sfera infuocata, ma si scopre non essere per sua stessa volontà non identificabile. Nel romanzo viene rivelato che esso quando si manifesta, assume la forma più adatta per poter sterminare completamente la vita che vuole distruggere. È capace di influenzare le menti e manipolare gli eventi a distanza. La sua esistenza rappresenta la forza del male che solo il Quinto Elemento può fermare. Zorg ha stretto un qualche tipo di patto con lui: in cambio il Male Supremo vuole che gli consegni le quattro pietre degli elementi.

- Dottor Mactilburgh:capo scienziato dei Manhattan Nucleo Labs nel 2263, lavora per il governo degli Stati Uniti. Uomo intelligente e brillante, è profondamente appassionato di scienza e ricerca. Dopo la distruzione di un’astronave Mondoshawan, recupera i resti di una mano aliena appartenente a Leeloo. Tenta di analizzarla, ma i computer più sofisticati del laboratorio vanno in blackout. L’unica scoperta è che il DNA, simile a quello umano ma estremamente più complesso, indica che l’essere è stato progettato per essere qualcosa di superiore. Affascinato dalla complessità del campione, Mactilburgh è convinto che clonandolo nascerà qualcosa di straordinario. Come previsto, Leeloo viene riportata in vita, confermando le sue aspettative.

## Produzione

### Sviluppo
Da adolescente, Besson elaborò il mondo de Il quinto elemento nel tentativo di alleviare la noia. Iniziò a scrivere la sceneggiatura all'età di 16 anni, originariamente immaginando la storia come un romanzo. La vicenda originale era ambientata nell'anno 2300 e si incentrava su un "signor nessuno" di nome Zaltman Bleros (successivamente rinominato Korben Dallas) che vinceva un viaggio in un resort Club Med sul pianeta Fhloston Paradise nella costellazione dell'Angelo. Lì, incontrava Leeloo, una ragazza giovanissima e bellissima nonostante abbia più di 2.000 anni.
Besson lavorò alla storia per anni. Nel 1991, quando uscì il suo documentario Atlantis, il copione aveva raggiunto le 400 pagine. Nicolas Seydoux e Patrice Ledoux della Gaumont furono le prime persone ad interessarsi al progetto. Nel novembre 1991, mentre era impegnato a cercare gli attori per il film, Besson conobbe i fumettisti Jean Giraud e Jean-Claude Mézières e li scritturò per lavorare al design del film. I fumetti di Giraud e Mézières ispirarono il look che Besson voleva per la sua futuristica New York.

### Design

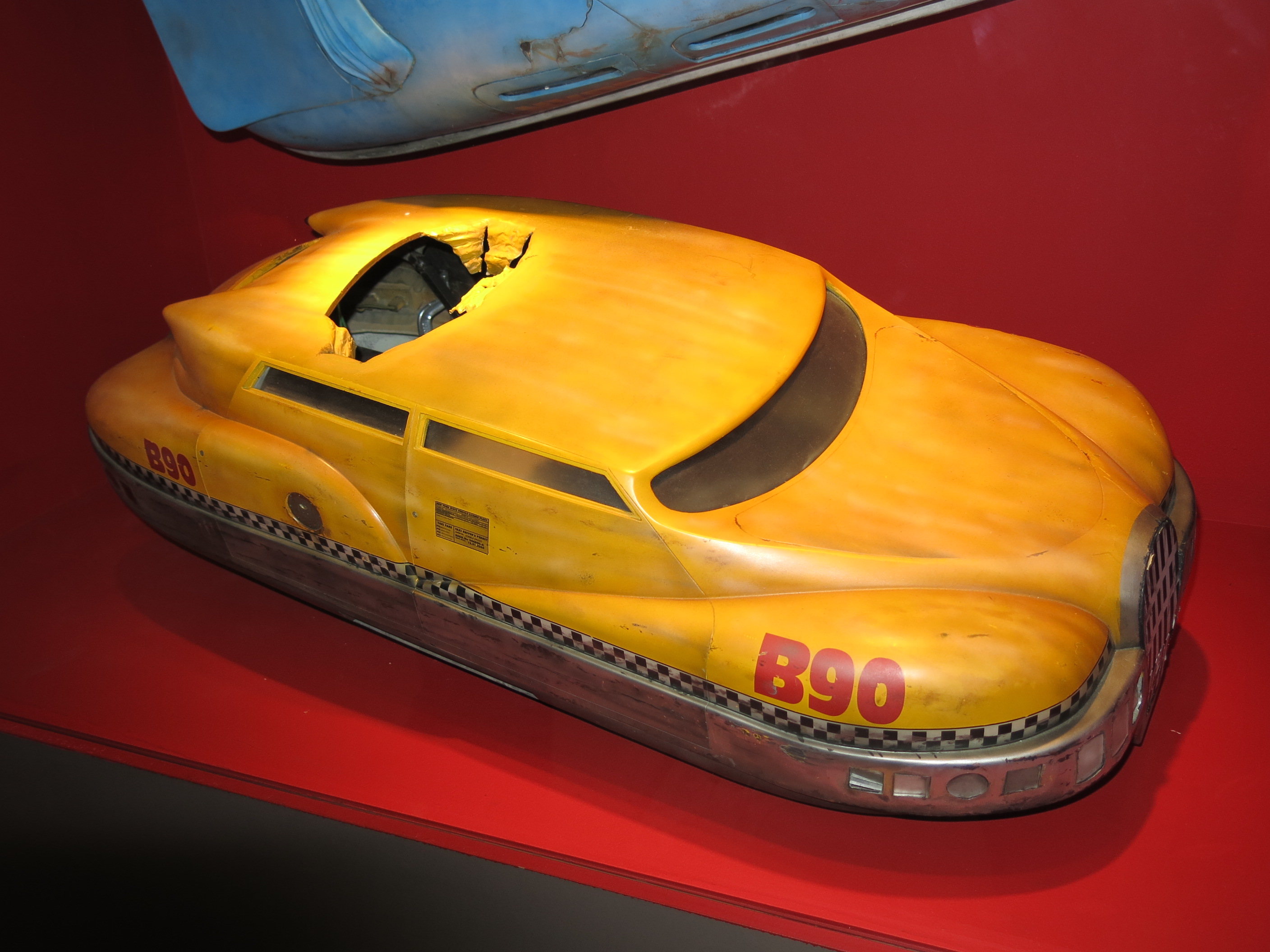
Il taxi che si vede nel film, ispirato ai disegni di Mézières per Les Cercles du pouvoir

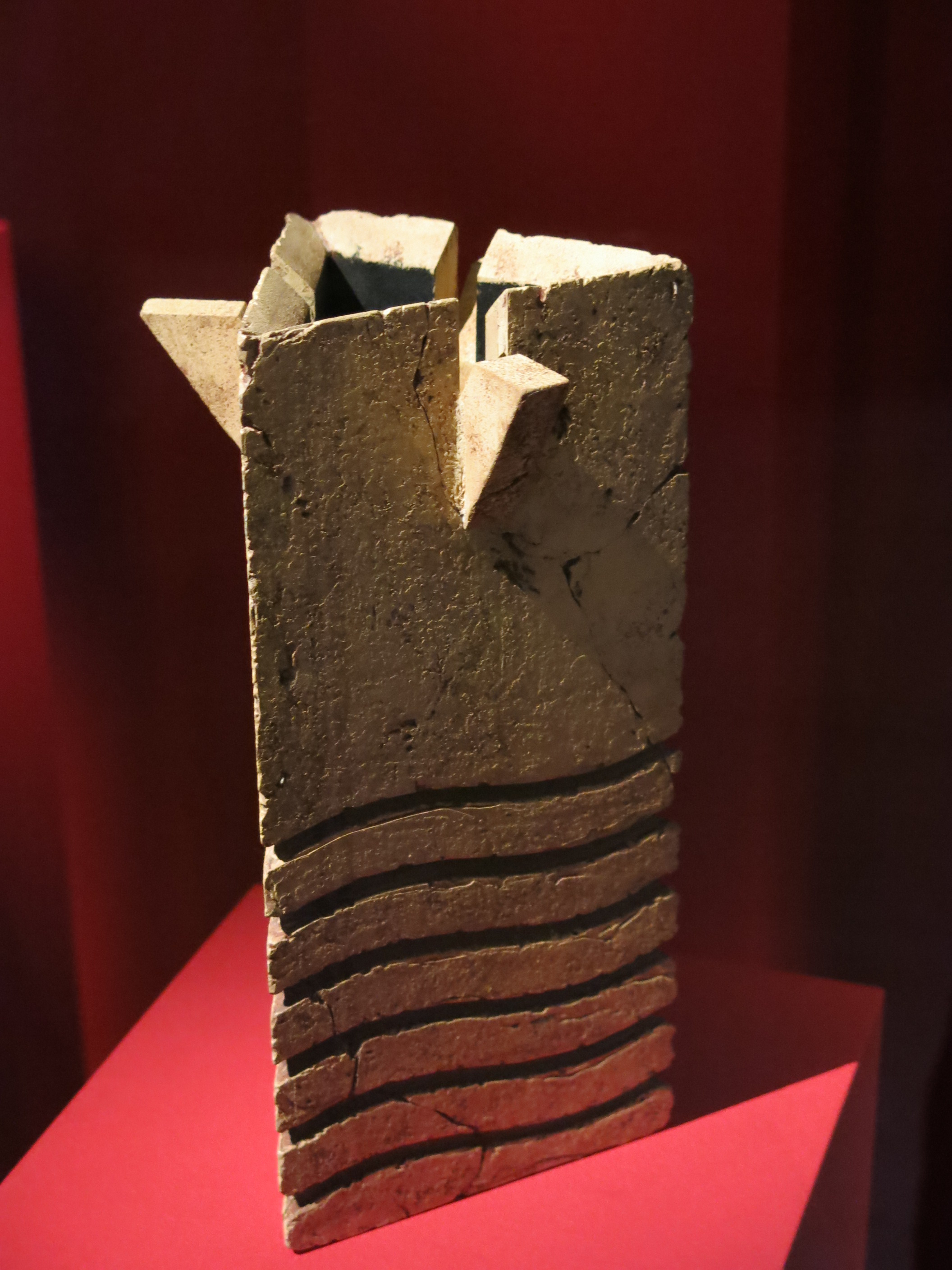
Una delle pietre degli elementi utilizzata nel film

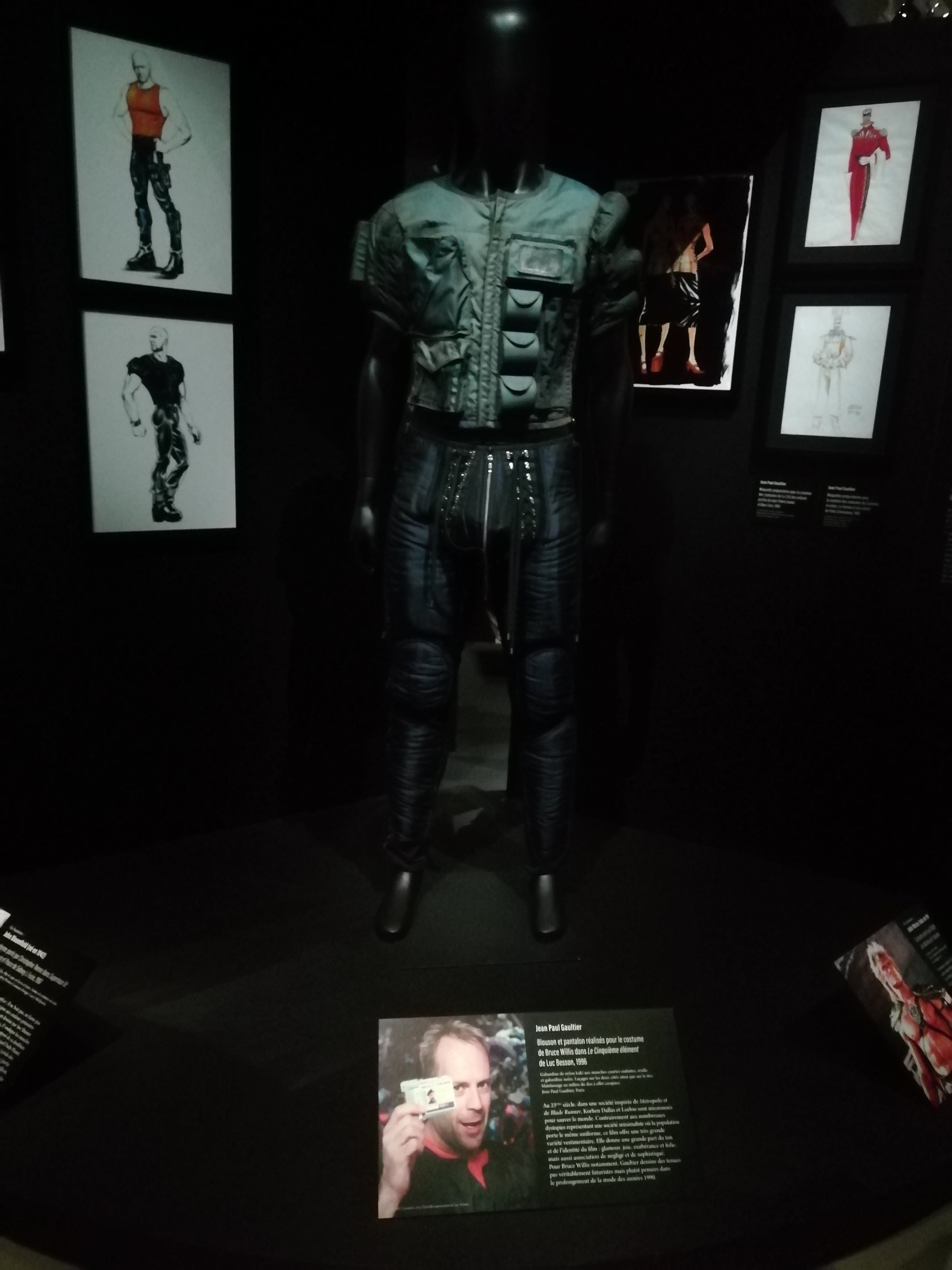
Il costume di Korben Dallas

Mézières aveva disegnato Les Cercles du pouvoir (1994), una storia della serie Valérian e Laureline agenti spazio-temporali, che include un personaggio chiamato S'Traks, che guida un taxi volante attraverso l'aria congestionata della vasta metropoli sul pianeta Rubanis. Mézières mostrò le immagini del taxi volante a Besson, che fu ispirato a cambiare il background di Korben Dallas da operaio in una fabbrica di navi missilistiche a tassista che fa volare il suo taxi in una futuristica New York ispirata a Rubanis. Besson assunse anche altri cinque artisti per il progetto. Inoltre, il noto stilista Jean-Paul Gaultier si occupò dei costumi. Il team trascorse un anno creando più di 8.000 disegni.
Gaultier disegnò ognuno dei 900 costumi indossati dalle comparse nelle scene ambientate a Fhloston Paradise e li controllava uno per uno ogni mattina prima delle riprese. Le sue creazioni, descritte come "intellettualmente trasgressive", si diceva che sfidassero la sessualità e le norme di genere. Una singola giacca da lui disegnata costò 5,000 dollari. Il costume della Jovovich indossato quando il suo personaggio viene rianimato per la prima volta è ispirato alle tipiche medicazioni ospedaliere.

### Cast
Besson approcciò sia Bruce Willis sia Mel Gibson per il ruolo del protagonista, e prese anche in considerazione Julia Roberts per la parte di Leeloo. Willis si dimostrò interessato, sebbene fosse riluttante ad accettare il ruolo poiché il film era considerato rischioso dopo che i suoi due film precedenti, Hudson Hawk - Il mago del furto e Billy Bathgate - A scuola di gangster, erano stati dei flop. Besson volle parlargli personalmente e gli disse che Il quinto elemento stava finalmente andando avanti, ma che aveva deciso di scegliere un attore meno costoso di lui. Dopo un breve silenzio, Willis disse: «Se il film mi piace possiamo sempre trovare un accordo... ». Dopo aver letto la sceneggiatura, Willis accettò la parte. Quindi Besson scritturò Gary Oldman (suo amico personale che aveva recitato in Léon) per il ruolo di Zorg, descrivendo Oldman come "uno dei migliori cinque attori al mondo". Per il personaggio di Leeloo, Besson scelse Milla Jovovich tra 200–300 ragazze che aveva provinato personalmente. All'epoca Besson era sposato con Maïwenn Le Besco, che nel film interpreta il ruolo della cantante Diva Plavalaguna. La lasciò durante le riprese essendosi innamorato della Jovovich, con la quale iniziò una relazione sentimentale. Jovovich e Besson si sposarono in seguito ma divorziarono dopo soli due anni nel 1999. Prince avrebbe dovuto interpretare il personaggio di Ruby Rhod ma declinò l'offerta a causa degli impegni dovuti alla sua tournée mondiale Jam of the Year World Tour. Chris Tucker e Jamie Foxx furono entrambi presi in considerazione per il ruolo; a Besson piaceva Foxx ma alla fine decise che il fisico più minuto e snello di Tucker si adattava meglio al personaggio.

### Riprese
Il film è stato girato in Inghilterra nei Pinewood Studios (famosi per essere il set dei film della serie di James Bond e delle serie televisive UFO e Spazio 1999). Le riprese si sono svolte dal 6 gennaio al 23 novembre 1996. La scena all'opera venne girata alla Royal Opera House. Le scene ambientate in Egitto furono invece girate in Mauritania; la prima ripresa, una inquadratura di sfondo del deserto, avvenne il 5 gennaio 1996. Bruce Willis terminò di girare le sue scene il 16 maggio, mentre Oldman cominciò la settimana seguente; il protagonista (Korben) e l'antagonista (Zorg) infatti non si incontrano mai nel film.

## Colonna sonora
La colonna sonora del film venne composta da Éric Serra. Egli ricorse principalmente all'uso di trame orchestrali, come l'oboe e gli archi ascoltati mentre i chirurghi si preparano a rigenerare Leeloo, e il pizzicato mentre viene ricostruita. Serra utilizzò anche molte influenze particolari, come la fanfara stalinista che si sente prima delle sequenza nello spazioporto, il pezzo reggae suonato durante la preparazione per il volo, e la musica hawaiana che accoglie i passeggeri al loro arrivo a Fhloston. Scelte più convenzionali sono presenti nel leitmotif che si ascolta quando il professor Pacoli menziona il quinto elemento, la marcia militare mentre la nave da guerra si prepara ad attaccare il pianeta oscuro e il pezzo funebre mahleriano ascoltato quando Leeloo viene a sapere degli orrori della guerra nel mondo. Il brano musicale utilizzato per la scena dell'inseguimento in taxi, intitolato Alech Taadi, è del cantante algerino Khaled, ma non fu incluso nell'album della colonna sonora del film. La prima parte dell'aria cantata da Lady Plavalaguna è Il dolce suono mi colpì di sua voce!, tratta dall'opera Lucia di Lammermoor di Gaetano Donizetti (Parte II, Atto III - scena della pazzia). La voce è del soprano lirico Inva Mula.

## Accoglienza

### Incassi
Il film, costato circa 90 milioni di dollari, fu la pellicola più costosa mai prodotta in Europa all'epoca della sua uscita. Riscosse un grande successo di pubblico, incassando 263 920 180 $.

### Critica
La pellicola ha ricevuto recensioni contrastanti; sul sito Rotten Tomatoes detiene il 71% di recensioni positive da parte dei critici, l'87% da parte del pubblico. Kevin Thomas del Los Angeles Times descrisse il film come una "elaborata, stravaganza sci-fi e camp, che è quasi altrettanto difficile da seguire quanto Mission: Impossible dell'anno scorso." Egli concluse scrivendo che, comunque, Il quinto elemento è  "molto più caloroso, più divertente e vanta alcune delle produzioni e dei costumi più sofisticati e spiritosi che potreste mai sperare di vedere".
Fantafilm scrive che "da cineasta esperto Besson riesce, con astuta ironia ed indubbio mestiere, a tramutare la sua esile favoletta in un grande successo commerciale, grazie anche ai collaboratori eccellenti di cui si è circondato."
Nel corso del programma televisivo At the Movies, sia Roger Ebert sia Gene Siskel assegnarono al film un "pollice su". Nella sua recensione per il Chicago Sun-Times, Ebert diede al film tre stellette su quattro, definendolo "uno dei grandi film sciocchi" e concluse: «Non mi sarei mai perso la visione di questo film e lo consiglio per la sua ricchezza di immagini. Ma con 127 minuti, che sembrerebbero una durata ragionevole, è invece troppo lungo».
Il film ha ricevuto anche recensioni che ne hanno criticato lo stile esagerato. Todd McCarthy di Variety scrisse: "Un tentativo europeo in gran parte fallito di rendere spettacolare la fantascienza in stile americano, Il quinto elemento consiste in un miscuglio di elementi che non si uniscono comodamente." David Edelstein di Slate disse: "Potrebbe essere o meno il peggior film mai realizzato, ma è uno dei più sconvolgenti."
La performance di Chris Tucker nel ruolo di Ruby Rhod divise particolarmente i critici. Fu lodata da Los Angeles Times e Time; quest'ultima lo definì "l'effetto speciale più scandaloso dell'estate". Josh Winning di Total Film, individuò la performance di Tucker come il punto più basso del film, classificandola al numero 20 nella sua lista del 2011, "50 performance che hanno rovinato un film".
Brian Ott ed Eric Aoki, scrivendo per il giornale femminista Women's Studies in Communication, criticarono il film per avere "cancellato" le donne dalle scene introduttive, notando che solo due appaiono nei primi venti minuti: un'assistente presidenziale, per lo più senza parole, e Leeloo in fase di ricostruzione. Quando le donne appaiono nel film, vengono presentate come oggetti passivi, come le hostess sessualizzate e le cameriere di McDonald's; o private della loro femminilità, come dei cyborg.
Stefan Brandt, nel libro Subverting Masculinity, scrisse inoltre che Il quinto elemento "trabocca di credenze stereotipate sulla sessualità" in tutti i personaggi femminili del film. Egli affermò che Leeloo lascia il proprio ruolo passivo solo durante il combattimento con i Mangalores. Ad eccezione del ritratto del presidente da parte di Tommy Lister, Brandt ha detto che tutti i maschi nel film sono mostrati il più poco virili possibile in vari modi, come l'effeminatezza di Ruby Rhod, il modo goffo di parlare di Vito Cornelius e la stupidità del generale Munro; lo scopo era quello di far apparire la mascolinità di Korben "simile a quella di un dio" al confronto.

### Accuse di plagio
Alejandro Jodorowsky e Jean Giraud fecero causa a Besson dopo l'uscita del film, affermando che Il quinto elemento era un plagio della loro storia a fumetti L'Incal. Giraud chiese un risarcimento di 13.1 milioni di euro per concorrenza sleale, 9 milioni di euro di danni e interessi, e dal 2 al 5% dei ricavi operativi netti del film. Jodorowsky chiese 700,000 euro. La causa venne archiviata nel 2004 sulla base del fatto che erano stati utilizzati solo "minuscoli frammenti" della trama del fumetto e Giraud era stato assunto da Besson per lavorare al film prima che venissero mosse le accuse.

## Lascito artistico
Il film è stato definito da CBS News, Rotten Tomatoes e ComingSoon.com come un classico cult movie di science-fiction. Nel 2007 la Visual Effects Society classificò Il quinto elemento alla posizione numero 50, alla pari con Darby O'Gill e il re dei folletti, nella lista dei cinquanta film più influenti di sempre dal punto di vista degli effetti speciali. Nel 2014 Time Out piazzò il film al numero 42 nella lista "100 best sci-fi movies" da loro redatta.
Il critico cinematografico Mark Kermode disse che Il quinto elemento fu uno dei film più controversi tra i suoi lettori, considerato sia il migliore sia il peggiore blockbuster estivo di tutti i tempi. Anni dopo, Kermode raccontò: «Mi ricordo chiaramente di essere stato a Cannes quando Il quinto elemento fu presentato, e divise veramente il pubblico». Meredith Woerner di io9 inserì Il quinto elemento nella classifica "The 20 Best Worst Science-Fiction Movies of All Time".

### Commenti da parte del cast
Bruce Willis parlò favorevolmente del film nel corso di un'intervista del 1999, concludendo: «È stato un film davvero divertente da realizzare». Anche Tucker e Jovovich espressero soddisfazione circa le loro esperienze nel partecipare al film; Jovovich descrisse Luc Besson come "il primo regista davvero straordinario con cui ho lavorato". Invece, interrogato nel 2014 se il film gli piaceva o meno, Gary Oldman disse: «Oh no. Non lo sopporto proprio». In precedenza, nel 2011, aveva spiegato di avervi recitato solo perché "Luc era intervenuto e aveva in parte finanziato Niente per bocca [il suo film come regista]."

## Riconoscimenti
- 1997 – European Film Awards
  - Candidatura per il miglior film
- 1998 – BAFTA
  - migliori effetti speciali
- 1998 – MTV Movie Awards
  - Candidatura per il miglior combattimento
- 1998 – Premio Oscar
  - Candidatura per il miglior montaggio sonoro
- 1998 – Premi César
  - Miglior regista
  - Miglior fotografia
  - Miglior scenografia
  - Candidatura per il miglior film
  - Candidatura per la miglior musica
  - Candidatura per il miglior sonoro
  - Candidatura per il miglior montaggio
  - Candidatura per i miglior costumi
- 1997 – Razzie Awards
  - Candidatura per la peggior attrice non protagonista
  - Candidatura per il peggior esordiente
- 1998 – Satellite Award
  - Candidatura per i migliori effetti visivi[55]

## Libro
Poco dopo il rilascio del film, venne tratto un romanzo scritto da Terry Bisson, seguendo il testo originale di Luc Besson. Il libro espande la storia del film. In Italia, venne pubblicato dalla salani nel 1997.

## Altri media
Dal film venne tratto un videogioco, The Fifth Element, per PlayStation e PC.